# Bali (miasto)
Bali – miasto w Kamerunie, w Regionie Północno-Zachodnim na zachód od miasta Bamenda. Liczy około 76,6 tys. mieszkańców. Było niegdyś ośrodkiem lokalnego królestwa. Pozostałością po tych czasach jest pałac. Odbywa się tu popularny festiwal. W mieście znajduje się port lotniczy Bali.